# België op de Olympische Zomerspelen 2008
België nam deel aan de Olympische Zomerspelen 2008 in Peking, China. Het debuteerde op de Zomerspelen in 1900 en deed in 2008 voor de 24e keer mee. België won tijdens deze editie twee medailles, beide een gouden medaille in atletiek. De tweede gouden medaille werd pas uitgedeeld op 17 augustus 2016, nadat de Russische estafetteploeg 4x 100 m alsnog gediskwalificeerd werd.

## Medailleoverzicht
| Sport    | Olympiër                                                | Discipline       | Medaille |
| -------- | ------------------------------------------------------- | ---------------- | -------- |
| Atletiek | Tia Hellebaut                                           | Hoogspringen (v) | Goud     |
| Atletiek | Olivia Borlée Kim Gevaert Hanna Mariën Élodie Ouédraogo | 4x 100 m (v)     | Goud     |

## Deelnemers en resultaten
De selectiecommissie van het BOIC maakte op maandag 21 juli 2008 de definitieve selectielijst van 94 atleten voor de Olympische Spelen bekend. Olivier Rochus en Steve Darcis dwongen hun selectie begin augustus nog bij de rechter af. Zo werd België in Peking door 96 atleten vertegenwoordigd.

### Atletiek
| Olympiër | Discipline               | Resultaat | Prestatie |
| --- | ------------------------ | --------- | --- |
| Kristof Beyens | 200m (m)                 | 15e       | serie 5: 3e in 20,69 kwartfinale 3: 3e in 20,50 halve finale 1: 8e in 20,69 |
| Jonathan Borlée | 400m (m)                 | 16e       | serie 5: 4e in 45,25 halve finale 2: 5e in 45,11 |
| Kevin Borlée | 400m (m)                 | 9e        | serie 1: 4e in 45,43 halve finale 1: 3e in 44,88 (NR) |
| Cédric Van Branteghem                                                                                               | 400m (m)                 | 24e       | serie 7: 3e in 45,54 halve finale 3: 8e in 45,81 |
| Monder Rizki | 5000m (m)                | 21e       | serie 3: 8e in 13.54,41 |
| Pieter Desmet | 3000m steeplechase (m)   | 33e       | serie 3: 11e in 8.37,99 |
| Kristof Beyens Jonathan Borlée Kevin Borlée Nils Duerinck (reserve) Arnaud Ghislain (reserve) Cedric Van Branteghem | 4x400m (m)               | 5e        | serie 1: 2e in 3.00,65 (NR) finale: 5e in 2.59,37 (NR) |
| Kevin Rans | polsstokhoogspringen (m) | 26e       | kwalificatie groep B: 16e met 5,45 m |
| Frédéric Xhonneux                                                                                                   | tienkamp (m)             | DNF       | 100m: 35e in 11,41 (771 punten) verspringen: 28e met 6,94m (799 punten) kogelstoten: 22e met 13,99m (728 punten) hoogspringen: 30e met 1,90m (714 punten) 400m: niet gefinisht |
| Hans Van Alphen | tienkamp (m)             | DNF       | 100m: 30e in 11,28 (799 punten) verspringen: 35e met 6,55m (709 punten) kogelstoten: 13e met 14,86m (781 punten) hoogspringen: 32e met 1,84m (661 punten)                      |
| |                          |           | |
| Kim Gevaert | 100m (v)                 | 11e       | serie 5: 1e in 11,33 kwartfinale 4: 3e in 11,10 halve finale 2: 6e in 11,30 |
| Kim Gevaert | 200m (v)                 | DNS       | |
| Nathalie De Vos | 10000m (v)               | 23e       | 32.33,45 |
| Veerle Dejaeghere                                                                                                   | 3000m steeplechase (v)   | 39e       | serie 2: 10e in 9.54,65 |
| Kim Gevaert Élodie Ouédraogo Hanna Mariën Olivia Borlée                                                             | 4x100m (v)               | Goud      | serie 1: 1e in 42,92 finale: 1e in 42,54 (NR) |
| Tia Hellebaut | hoogspringen (v)         | Goud      | kwalificatie groep A: 1e met 1,93 m finale: 1e met 2,05 m (NR) |

### Gewichtheffen
| Olympiër      | Discipline | Resultaat | Prestatie                                                     |
| ------------- | ---------- | --------- | ------------------------------------------------------------- |
| Tom Goegebuer | -56kg(m)   | 13e       | trekken: 12e met 114 kg stoten: 13e met 137 kg totaal: 251 kg |

### Gymnastiek
| Olympiër       | Discipline               | Resultaat | Prestatie |
| -------------- | ------------------------ | --------- | --- |
| Koen Van Damme | meerkamp individueel (m) | 43e       | kwalificatie: 43e paard: 14,200 punten ringen: 14,325 punten sprong: 14,450 punten brug: 14,600 punten rekstok: 14,475 punten vloer: 12,575 punten totaal: 84,625 punten |
|                |                          |           | |
| Gaëlle Mys     | meerkamp individueel (v) | 24e       | kwalificatie: 31e sprong: 69e met 14,050 punten brug ongelijk: 54e met 14,175 punten balk: 30e met 14,800 punten vloer: 47e met 14,125 punten totaal: 57,150 punten finale: 24e sprong: 23e met 14,000 punten brug ongelijk: 24e met 12,875 punten balk: 24e met 13,100 punten vloer: 17e met 13,975 punten totaal: 53,950 punten |

### Hockey
| Olympiër | Discipline | Resultaat | Prestatie |
| --- | ---------- | --------- | --- |
| Thomas Briels Cédric Charlier Cédric De Greve Jérôme Dekeyser Félix Denayer John-John Dohmen Philippe Goldberg Gregory Gucassoff Patrice Houssein Maxime Luycx Xavier Reckinger Thierry Renaer Jérôme Truyens Thomas Van Den Balck Charles Vandeweghe Loïc Vandeweghe | mannen     | 9e        | groep A: 5e V van Spanje: 2-4 G tegen Duitsland: 1-1 V van Nieuw-Zeeland: 2-4 V van Zuid-Korea: 1-3 W van China: 3-1 9-10e plek: W van Canada: 3-0 |

| Groep A |               |             |             |             |             |            |            |            |        |
| #       | Land          | Wedstrijden | Wedstrijden | Wedstrijden | Wedstrijden | Doelpunten | Doelpunten | Doelpunten | Punten |
| #       | Land          | G           | W           | G           | V           | V          | T          | Saldo      | Punten |
| 1       | Spanje        | 5           | 4           | 1           | 0           | 9          | 5          | +4         | 12     |
| 2       | Duitsland     | 5           | 3           | 2           | 0           | 12         | 6          | +6         | 11     |
| 3       | Zuid-Korea    | 5           | 2           | 1           | 2           | 13         | 11         | +2         | 7      |
| 4       | Nieuw-Zeeland | 5           | 2           | 1           | 2           | 10         | 9          | +1         | 7      |
| 5       | België        | 5           | 1           | 1           | 3           | 9          | 13         | -4         | 4      |
| 6       | China         | 5           | 0           | 1           | 4           | 7          | 16         | -9         | 1      |

| Ronde       | Datum  | Plaats     | Land | Score         | Land |
| ----------- | ------ | ---------- | ---- | ------------- | ---- |
| Groepsfase  |        |            |      |               |      |
| 11 augustus | Peking | Spanje     | 4-2  | België        |      |
| 13 augustus | Peking | België     | 1-1  | Duitsland     |      |
| 15 augustus | Peking | België     | 2-4  | Nieuw-Zeeland |      |
| 17 augustus | Peking | Zuid-Korea | 3-1  | België        |      |
| 19 augustus | Peking | China      | 1-3  | België        |      |
| 9-10e plek  |        |            |      |               |      |
| 21 augustus | Peking | België     | 3-0  | Canada        |      |

### Judo
| Olympiër          | Discipline | Resultaat | Prestatie |
| ----------------- | ---------- | --------- | --- |
| Dirk Van Tichelt  | -73kg (m)  | 5e        | 1e ronde: V van AZE Mammadli: ippon herkansingen 1: W van BLR Semenov: ippon herkansingen 2: W van PRK Su Kim herkansingen 3: W van JPN Kanamaru: ippon bronzen finale: V van TJK Boqeiv: yuko |
|                   |            |           | |
| Ilse Heylen       | -52kg (v)  | 7e        | 1e ronde: W van FRA la Rizza: koka 2e ronde: W van AUS Ryder: ippon kwartfinale: V van JPN Nakamura: koka herkansingen 2: W van GER Tarangul: koka herkansingen 3: V van KAZ Kaliyeva: ippon   |
| Cathérine Jacques | -70kg (v)  | 16e       | 1e ronde: vrij 2e ronde: V van ITA Scapin: yuko |

### Kanovaren
| Olympiër                 | Discipline    | Resultaat | Prestatie                                              |
| ------------------------ | ------------- | --------- | ------------------------------------------------------ |
| Bob Maesen Kevin De Bont | K-2 1000m (m) | 9e        | serie 1: 4e in 3.21,604 halve finale 1: 4e in 3.24,148 |

### Paardensport
| Olympiër                               | Discipline  | Resultaat | Prestatie |
| Eventing                               | Eventing    | Eventing  | Eventing |
| -------------------------------------- | ----------- | --------- | --- |
| Karin Donckers Gazelle de la Brasserie | individueel | 9e        | dressuur: 2e met 31,7 strafpunten crosscountry: 29e met 25,60 strafpunten springconcours 1: 19e met 4 strafpunten springconcours 2: 11e met 4 strafpunten totaal: 65,30 strafpunten                                               |
| Joris Vanspringel Bold Action          | individueel | 46e       | dressuur: 38e met 52,0 strafpunten crosscountry: 46e met 66,40 strafpunten springconcours 1: 46e met 15 strafpunten totaal: 133,40 strafpunten                                                                                    |
| Springconcours                         |             |           | |
| Jos Lansink Cavalor Cumano             | individueel | 10e       | kwalificatie: 1e 1e ronde: 14e met 1 strafpunt 2e ronde: 4e met 1 strafpunt 3e ronde: 3e met 2 strafpunten totaal: 4 strafpunten finale: 10e 1e ronde: 1e met 0 strafpunten 2e ronde: 13e met 8 strafpunten totaal: 8 strafpunten |

### Roeien
| Olympiër                        | Discipline      | Resultaat | Prestatie                                                                                                |
| ------------------------------- | --------------- | --------- | --- |
| Tim Maeyens                     | skiff (m)       | 4e        | serie 1: 1e in 7.16,60 kwartfinale 3: 2e in 6.52,70 halve finale 1: 3e in 6.59,65 finale: 4e in 7.03,40  |
| Bart Poelvoorde Christophe Raes | dubbel-twee (m) | 8e        | serie 1: 4e in 6.31,84 herkansingen: 2e in 6.24,01 halve finale 1: 5e in 6.26,91 finale B: 2e in 6.35,55 |

### Tafeltennis
| Olympiër          | Discipline    | Resultaat | Prestatie                                                                             |
| ----------------- | ------------- | --------- | ------------------------------------------------------------------------------------- |
| Jean-Michel Saive | enkelspel (m) | 33e       | 1e ronde: vrij 2e ronde: V van NGR Toriola: 2-4 (8-11, 7-11, 11-8, 11-9, 3-11, 10-12) |

### Tennis
| Olympiër                    | Discipline     | Resultaat | Prestatie |
| --------------------------- | -------------- | --------- | --- |
| Steve Darcis                | enkelspel (m)  | 33e       | 1e ronde: V van CHI Massu: 4-6, 5-7                                                                                         |
| Olivier Rochus              | enkelspel (m)  | 9e        | 1e ronde: W van CZE Minar: 6-3,3-6,6-3 2e ronde: W van SRB Tipsarevic: 7-6,2-3,opgave 3e ronde: V van CHI Gonzalez: 0-6,3-6 |
| Steve Darcis Olivier Rochus | dubbelspel (m) | 9e        | 1e ronde: W van ARG Canas / Nalbandian: 6-7,7-6,6-3 2e ronde: V van RUS Davydenko/Andrejev : 6-7,2-6                        |

### Triatlon
| Olympiër      | Discipline | Resultaat | Prestatie  |
| ------------- | ---------- | --------- | ---------- |
| Peter Croes   | mannen     | 27e       | 1:51.40,94 |
| Axel Zeebroek | mannen     | 13e       | 1:50.30,90 |

### Voetbal
België doet voor het eerst sinds de Spelen van 1928 weer mee bij het voetbal. Dit keer doen de Belgen voor de vierde keer mee. In 1920 in Antwerpen werden de Rode Duivels olympisch kampioen.
| Olympiër | Discipline  | Resultaat | Prestatie |
| --- | ----------- | --------- | --- |
| Logan Bailly Laurent Ciman Tom De Mul Sepp De Roover Stijn De Smet Mousa Dembélé Marouane Fellaini Faris Haroun Vincent Kompany Yves Makabu-Makalambay Maarten Martens Kevin Mirallas Landry Mulemo Sébastien Pocognoli Jeroen Simaeys Anthony Vanden Borre Thomas Vermaelen Jan Vertonghen | voetbal (m) | 4e        | groep C: 2e V van Brazilië: 0-1 W van China: 2-0 W van Nieuw-Zeeland: 1-0 kwartfinale: W van Italië: 3-2 halve finale: V van Nigeria: 1-4 bronzen finale: V van Brazilië: 0-3 |

| Groep C |               |             |             |             |             |            |            |            |        |
| #       | Land          | Wedstrijden | Wedstrijden | Wedstrijden | Wedstrijden | Doelpunten | Doelpunten | Doelpunten | Punten |
| #       | Land          | G           | W           | G           | V           | V          | T          | Saldo      | Punten |
| 1       | Brazilië      | 3           | 3           | 0           | 0           | 9          | 0          | +9         | 9      |
| 2       | België        | 3           | 2           | 0           | 1           | 3          | 1          | +2         | 6      |
| 3       | China         | 3           | 0           | 1           | 2           | 1          | 6          | -5         | 1      |
| 4       | Nieuw-Zeeland | 3           | 0           | 1           | 2           | 1          | 7          | -6         | 1      |

| Ronde          | Datum  | Plaats        | Land | Score  | Land |
| -------------- | ------ | ------------- | ---- | ------ | ---- |
| Groepsfase     |        |               |      |        |      |
| 7 augustus     | Peking | Brazilië      | 1-0  | België |      |
| 10 augustus    | Peking | België        | 2-0  | China  |      |
| 13 augustus    | Peking | Nieuw-Zeeland | 0-1  | België |      |
| Kwartfinale    |        |               |      |        |      |
| 16 augustus    | Peking | Italië        | 2-3  | België |      |
| Halve finale   |        |               |      |        |      |
| 19 augustus    | Peking | Nigeria       | 4-1  | België |      |
| Bronzen finale |        |               |      |        |      |
| 22 augustus    | Peking | Brazilië      | 3-0  | België |      |

### Volleybal
| Olympiër                           | Discipline | Resultaat | Prestatie |
| ---------------------------------- | ---------- | --------- | --- |
| Liesbeth Mouha Liesbet Van Breedam | beach (v)  | 9e        | groep A: 3e V van NOR Glesnes/Maaseide: 0-2 (22-24, 18-21) V van CHN Tian/Wang: 1-2 (21-18, 19-21, 13-15) W van SUI Kuhn/Schwer: 2-0 (21-18, 21-17) lucky losers: W van GEO Santanna/Chagas: 2-0 (21-13, 21-19) 2e ronde: V van Verenigde Staten Walsh/May-Treanor: 0-2 (22-24, 10-21) |

### Wielersport
| Olympiër                    | Discipline       | Resultaat | Prestatie            |
| Baan                        | Baan             | Baan      | Baan                 |
| --------------------------- | ---------------- | --------- | -------------------- |
| Iljo Keisse                 | puntenkoers (m)  | 12e       | 8 punten             |
| Iljo Keisse Kenny De Ketele | ploegkoers (m)   | 4e        | 17 punten (-1 ronde) |
| Mountainbike                |                  |           |                      |
| Filip Meirhaeghe            | mannen           | DNF       | niet gefinisht       |
| Sven Nys                    | mannen           | 9e        | 2:01.00              |
| Roel Paulissen              | mannen           | 19e       | 2:03.30              |
| Weg                         |                  |           |                      |
| Maxime Monfort              | tijdrit (m)      | 26e       | 1:07.12,71           |
| Mario Aerts                 | wegwedstrijd (m) | 8e        | 6:24.01              |
| Christophe Brandt           | wegwedstrijd (m) | DNF       | niet gefinisht       |
| Maxime Monfort              | wegwedstrijd (m) | DNF       | niet gefinisht       |
| Johan Vansummeren           | wegwedstrijd (m) | 42e       | 6:26.27              |
| Jurgen Van den Broeck       | wegwedstrijd (m) | DNF       | niet gefinisht       |
|                             |                  |           |                      |
| Lieselot Decroix            | wegwedstrijd (v) | 44e       | 3:36.35              |

### Zeilen
| Olympiër                             | Discipline       | Resultaat | Prestatie                                 |
| ------------------------------------ | ---------------- | --------- | ----------------------------------------- |
| Evi Van Acker                        | laser radial (v) | 8e        | 91 punten: (1-10-16-10-12-6-12-4-18-20)   |
|                                      |                  |           |                                           |
| Carolijn Brouwer Sébastien Godefroid | tornado          | 12e       | 72 punten: (11-11-5-6-3-8-13-6-16(dnf)-9) |

### Zwemmen
| Olympiër             | Discipline           | Resultaat | Prestatie                                                 |
| -------------------- | -------------------- | --------- | --------------------------------------------------------- |
| Yoris Grandjean      | 50m vrije slag (m)   | 28e       | serie 10: 4e in 22,45 (NR)                                |
| Yoris Grandjean      | 100m vrije slag (m)  | 19e       | serie 7: 7e in 48,82 (NR)                                 |
| Glenn Surgeloose     | 200m vrije slag (m)  | 30e       | serie 5: 7e in 1.48,92 (NR)                               |
| Tom Vangeneugden     | 1500m vrije slag (m) | 20e       | serie 2: 3e in 15.11,04 (NR)                              |
| François Heersbrandt | 100m vlinderslag (m) | 37e       | serie 5: 4e in 53,33                                      |
| Mathieu Fonteyn      | 200m vlinderslag (m) | 19e       | serie 6: 7e in 1.56,65 (NR)                               |
|                      |                      |           |                                                           |
| Elise Matthysen      | 100m schoolslag (v)  | 13e       | serie 7: 6e in 1.08,37 (NR) halve finale 1: 7e in 1.09,00 |
| Elise Matthysen      | 200m schoolslag (v)  | 16e       | serie 4: 4e in 2.27,04 (NR) halve finale 2: 8e in 2.29,64 |
|                      |                      |           |                                                           |
| Brian Ryckeman       | 10km open water (m)  | 7e        | 1:52.10,7                                                 |

## Afwezigen
Tennisster Justine Henin had het speerpunt van het Belgische Olympisch Team moeten worden, maar ze hing op 14 mei haar racket aan de haak. België had hierdoor in Peking geen deelneemsters aan het tennistoernooi. Yanina Wickmayer voldeed te laat aan de kwalificatie-eisen. Bij de mannen werd België wel vertegenwoordigd, al moesten Olivier Rochus en Steve Darcis hun plaats wel bij de rechtbank afdwingen.
Kajakker Wouter D'Haene werd zevende tijdens het wereldkampioenschap op de K1-1000 m, voor het IOC voldoende om naar Peking te mogen. Maar het BOIC eiste een plaats bij de eerste zes en hield D'Haene thuis. Hij daagde het BOIC daarom voor de rechter. Volgens zijn advocaat heeft het BOIC geen enkele reden om de internationale limieten nog strenger te maken. Maar de rechtbank ging daar niet op in, mede omdat de aanvraag van D'Haene zo laat kwam en de Internationale Kajakfederatie de voor België bestemde plaatsen intussen al aan andere landen had toegekend.
Stijn Devolder had de kopman van de Belgische wielerploeg moeten zijn, maar na een teleurstellende Ronde van Frankrijk, die hij tijdens de 15e rit verliet, besliste Devolder om af te zeggen voor Peking.